# Lev Pupis
Lev Pupis, slovenski saksofonist in pedagog, *16. marec 1977.

## Življenje in delo
Lev Pupis izhaja iz glasbene družine iz Logatca, poročen je s klarinetistko in pedagoginjo Metko Pupis, njegov brat je klarinetist, pedagog in dirigent Vid Pupis.  
Saksofon je začel igrati pri 12 letih. Leta 1998 je diplomiral na Univerzi za glasbo in uprizoritvene umetnosti na Dunaju pri profesorju Otu Vrhovniku. Med letoma 2000 in 2003 je študiral saksofon v Parizu v razredu Jean-Yves Fourmeauja, kjer je prejel 1. nagrado (Premier Prix). Nadaljeval je s specializacijo pri profesorju, skladatelju in dirigentu Vincentu Davidu. Leta 2005 je  pri Otu Vrhovniku na Dunaju zaključil magisterij, dve leti kasneje pa še magisterij na Akademiji za glasbo v Ljubljani pri profesorju Matjažu Drevenšku. 
Kot solist je nastopal v Ljubljani, Mariboru, Gradcu, Beogradu in na Dunaju s priznanimi domačimi in tujimi komornimi, simfoničnimi in pihalnimi orkestri (med drugim: orkester Slovenske Filharmonije, simfonični orkester RTV Slovenija, Big band RTV Slovenije, Državni simfonični orkester iz Kočic na Slovaškem, s komornim godalnim orkestrom Gudaći Svetog Đorđa iz Beograda, Celjski godalni orkester, Simfonijski puhački orkestar OSRH ter Simofnični orkester Cantabile) in s številnimi dirigenti, med drugim z Georgeom Pehlivanianom, Toshihiro Jonezujem, Jürgenom Brunsom in Claudom Schnitzlerjem.
Sodeluje s priznanimi simfoničnimi orkestri, med drugim z Mozarteum Orchestra Salzburg, ORF Radio Symphonie Orchester Wien, simfonični orkester RTV Slovenija, z orkestrom Slovenske vojske, Ljubljansko SNG Opero in baletom.
Je ustanovitelj kvarteta saksofonov 4 Saxess, s katerim je med leti 2000 in 2018 koncertiral po Evropi in ZDA in posnel dve plošči pri ZKP RTV.  Na njegovo pobudo je s kolegi saksofonisti leta 2011 ustanovil slovenski orkester saksofonov SOS, katerega vodja in koncertni mojster je bil med leti 2011 in 2017. SOS sestavlja 30 članov iz 10 držav, dvakrat se je predstavil tudi na Svetovnem kongresu saksofonistov (Strasbourg 2015 in Zagreb 2018). 
Zanj in za zasedbe, v katerih sodeluje, je bilo napisanih preko 30 skladb sodobnih slovenskih in tujih avtorjev, med njimi so se na krstne izvedbe Leva Pupisa podpisali: Ante Grgin, Nina Šenk, Ryo Noda, Nenad Firšt, Igor Lunder, Philippe Geiss, Alain Crepin, Ken Steen in drugi. 
Aktiven je kot organizator, pobudnik ali vodja številnih pedagoško-umetniških projektov: Mednarodni glasbeni festival in tekmovanje EMONA (European Musicians ON Air), mednarodnega festivala za saksofoniste AS festival Bled, mednarodne poletne šole Saxophone & Clarinet Power v Radencih, poletnega glasbenega festivala ALPSAXSUMMER, medgeneracijskega projekta SOS in slovenskega mladinskega saksofonskega orkestra SOS junior, pri katerem sodeluje več kot 50 saksofonistov vseh generacij.
Od leta 2003 je zaposlen na Konservatoriju za glasbo in balet Ljubljana, od leta 2018 poučuje na Univerzi za glasbo in uprizoritvene umetnosti v Gradcu, od leta 2019 tudi na Akademiji za glasbo v Sarajevu. Kot pedagog je poučeval tako na nižji kot srednji stopnji, vodil je pouk komorne igre. Na začetku svoje poklicne poti je poleg poučevanja na KGBL deloval tudi na Glasbeni šoli Celje in Glasbeni šoli Logatec. Pod njegovim mentorstvom so dijaki dosegli številna priznanja na domačih in mednarodnih tekmovanjih (TEMSIG, EMONA, mednarodna tekmovanja na Poljskem, Hrvaškem, v Italiji in Srbiji). 
Predava na tujih glasbenih ustanovah in mednarodnih glasbenih festivalih v Hartfordu, Shenandoahu (ZDA), Tilburgu, Utrechtu (Nizozemska), Bratislavi, Debrecenu, Budimpešti in Miskolcu (Madžarska), Dunaju, Grazu, Trentu, Piacenzi, Wroclawu in v Novi Gorici.
Kot žirant je sodeloval in sodeluje pri številnih tekmovanjih v Sloveniji, Srbiji, na Hrvaškem, Poljskem in v Italiji, med drugim: mednarodno tekmovanje saksofonistov Josip Nochta v Zagrebu, mednarodno tekmovanje saksofonistov v Novi Gorici, Concorso Internazionale Di Musica Marco Fiorindo v Torinu, mednarodno tekmovanje Davorin Jenko v Beogradu, mednarodno tekmovanje Electe Subotica, European saxophone forum v Wroclawu, Prima la Musica v Salzburgu in Grazu.
Poleg poučevanja in koncertiranja je aktiven tudi kot organizator in vodja pedagoško-umetniških projektov: Mednarodni festival AS Bled, Poletni glasbeni festival ALPSAXSUMMER v Kranjski Gori. Oba delujeta pod okriljem Kulturnega društva Sekvoja. Pupis predseduje društvu Sekvoja, v katerem aktivno sodeluje več kot 50 saksofonistov. Pod okriljem Sekvoje deluje tudi kot umetniški in pedagoški vodja mladinskega saksofonskega orkestra SOS, ki je v desetih letih obstoja koncertiral v Sloveniji, na Hrvaškem, v Bosni in Hercegovini, Srbiji, Avstriji in Franciji. 

## Nagrade in članstva
Za izjemne zasluge pri umetniškem uveljavljanju Konservatorija za glasbo in balet Ljubljana je Pupis leta 2024 prejel Škerjančevo priznanje.
Julija 2015 je bil na 17. svetovnem kongresu v Strasbourgu izvoljen v predsedstvo mednarodnega komiteja saksofonistov (2016-2018).